# Agrostophyllum dolychophyllum
Agrostophyllum dolychophyllum är en orkidéart som beskrevs av Rudolf Schlechter. Agrostophyllum dolychophyllum ingår i släktet Agrostophyllum och familjen orkidéer. Inga underarter finns listade i Catalogue of Life.